# ريتشارد برادفورد (روائي)
ريتشارد برادفورد (بالإنجليزية: Richard Bradford)‏ (1932، شيكاغو في الولايات المتحدة - 23 مارس 2002)؛ روائي أمريكي.